# Martin Rushent
Martin Charles Rushent (ur. 11 lipca 1948 w Enfield, zm. 4 czerwca 2011 w Basildon) – angielski producent muzyczny, współpracował m.in. z takimi zespołami jak The Human League, The Stranglers i The Buzzcocks.